# Río Toltén
Río Toltén är ett vattendrag  i Chile.   Det ligger i regionen Región de la Araucanía, i den södra delen av landet, 700 km söder om huvudstaden Santiago de Chile. Flodens källa är Lago Villarrica.
I omgivningen kring Río Toltén växer i huvudsak blandskog och området är  glesbefolkat, med 11 invånare per kvadratkilometer.